# Atelopus angelito
Atelopus angelito é uma espécie de sapo da família Bufonidae. Ele é endêmico na Colômbia. Seu habitat natural são as florestas úmidas de montanha tropicais e subtropicais, matagal em altitudes elevadas e rios.

## Habitat
Esta espécie é conhecida apenas no município de Valência, San Sebastián, no departamento do Cauca, na Colômbia, a elevação de 2,900-3,000 metros acima do nível do mar. Pode ocorrer mais amplamente do que os registros atuais sugerem.